# Abachausia grisea
Abachausia grisea is een vlinder van de familie van de snuitmotten (Pyralidae), uit de onderfamilie van de Phycitinae. De wetenschappelijke naam van deze soort is voor het eerst voorgesteld door Boris Ivan Balinski in een publicatie uit 1994.
De soort komt voor in Namibië en Zuid-Afrika.